# 對魔忍淺蔥
對魔忍淺蔥（対魔忍アサギ）是2005年10月28日由日本LiLiTH旗下的BLACK LiLiTH所發表的成人遊戲，2006年9月16日發售完全版。對魔忍淺蔥是該公司的代表作，銷售量達35萬。系列作通稱對魔忍系列，簡稱對魔忍。
本作在性的描寫上包括強姦、觸手攻擊、扶他那裡、性調教、性奴隸、NTR、食用性興奮等，此外還有酷刑、殺害、身體改造、人體爆破等，屬於硬調色情的範疇。
本作除遊戲以外，亦改編成色情片、動畫、漫畫、小說等各式各樣的作品。

## 原作遊戲
對魔忍淺蔥
發售日 2005年10月21日
系列作第一作，於2007年改編成成人動畫，2010年改編成色情片，2011年改編成小說。
對魔忍淺蔥外傳 混沌競技場
發售日 2005年12月30日
第一作的外傳，描述在混沌競技場與雙性人戰士對戰與凌辱的故事。
對魔忍淺蔥2 淫謀的東京王國
發售日 2006年10月21日
以第一作的一年後為故事背景，已經改編成小說、成人動畫和色情片。
對魔忍淺蔥外傳 the Nightmare
發售日 2008年8月22日
對魔忍紫草 〜墮落的傀儡奴隸〜
發售日 2008年10月24日
對魔忍淺蔥外傳 盛夏時光
發售日 2010年1月22日
以角色的褐色曬痕為主題的作品。
對魔忍雪風
發售日 2011年9月16日
銷售量超過十萬部，是系列作中銷量最好的 （页面存档备份，存于）。
對魔忍淺蔥 PREMIUM BOX
發售日 2011年11月25日
收錄了上述系列作完全版的合輯，並將畫面統一為1024×768。
對魔忍淺蔥3
發售日 2012年12月28日
以第一作十年後為舞台，是LiLiTH十週年的紀念作品。
對魔忍淺蔥 決戰競技場
發售日 2014年7月1日
為線上卡片遊戲。
對魔忍雪風2
發售日 2015年5月29日
對魔忍雪風的續篇，以地下都市尤米哈拉為舞台。
對魔忍紅
發售日 2015年9月25日
對魔忍淺蔥 ZERO
發售日 2018年8月31日
十週年紀念作品。
對魔忍RPG/對魔忍RPGX
發售日 2018年9月25日
系列第17作。與DMM合作推出的線上遊戲，可使用電腦瀏覽器或Android系統進行遊戲。『對魔忍RPG』為全年齡版，『對魔忍RPGX』為成人版。
遊戲方式為玩家自選五名角色加上一名其他玩家支援角色組成隊伍進行回合戰鬥。
故事背景為『決戰競技場』中重建的世界，但設定略有不同。玩家扮演的主角為對魔忍學校五車學園一年級學生風魔小太郎。
Action對魔忍
發售日 2019年12月24日
手機遊戲。

## 登場人物
井河淺蔥（いがわ アサギ）
伊賀流忍者，是最強的對魔忍，有天才般的劍術、體術，以及超乎常識的速度。武器是忍刀。在第一作的時候年齡約20歲，雙親在年幼時皆已經死亡，與妹妹相依為命。由於某一次戰敗，遭到身體改造，使得她性感帶的敏感度是常人的三千倍。
必殺技為「忍法‧殺陣華」，是能分出上百個分身的分身術，號稱近戰最強的忍術。
朧（おぼろ）
前對魔忍，髮型是姬髮式，武器是鉤爪。
必殺技為「忍法‧催眠刻印」，能將人類催眠並操縱。
井河さくら（いがわ さくら）
淺蔥的妹妹，第一作中的年齡約15歲，和姊姊一樣遭到身體改造。

## 設定
對魔忍
是一群以對抗魔族為目標的忍者集團，底下有各種流派，成員會使用各種忍術，身穿特製的緊身衣。
魔族
居住在魔界的居民，弱肉強食，有半獸人、吸血鬼、那伽、夢魔等各種各樣的種族。

## OVA
- 対魔忍アサギ[5]
- 魔界騎士イングリッド[6]
- 対魔忍ユキカゼ
- 対魔忍アサギ2
- 対魔忍アサギ3

## 爭議
2019年《對魔忍淺蔥》原本預定將拆分成數個章節在Steam平台發售，在9月時卻遭到下架。製作人笹山逸刀斎表示由於Steam在審查過程懷疑遊戲出現未成年角色畫面導致下架，遊戲在於11月重新上架。

## 外部連結
- LILITH｜リリス 対魔忍アサギ （页面存档备份，存于）
  - 対魔忍アサギ完全版　LILITH｜リリス （页面存档备份，存于）
- 対魔忍アサギ外伝〜カオス・アリーナ編〜　LILITH｜リリス （页面存档备份，存于）
- ＬＩＬＩＴＨ-ＩＺＭ０２〜中出し/孕ませ編〜　LILITH｜リリス （页面存档备份，存于）（対魔忍アサギ外伝 the Nightmare）
- .   [2017-10-17]. （原始内容存档于2021-05-15）.
- LILITH-IZM 04〜褐色編〜　LILITH｜リリス （页面存档备份，存于）（対魔忍アサギ外伝 サマーデイズ）
- .   [2015-03-07]. （原始内容存档于2020-08-15）.
  - 対魔忍アサギ PREMIUM BOX 　LILITH｜リリス （页面存档备份，存于）（対魔忍アサギ2 淫謀の東京キングダム 完全版）
- .   [2017-10-17]. （原始内容存档于2020-09-20）.
- アサギ３、2012年に始動ッ
- .   [2014-12-18]. （原始内容存档于2021-03-01）.
- .   [2015-02-02]. 原始内容存档于2019-04-13.
  - 対魔忍アサギ〜決戦アリーナ〜 - オンラインゲーム - DMM.R18 （页面存档备份，存于）
- .   [2015-06-10]. （原始内容存档于2021-03-01）.
- .   [2020-05-07]. （原始内容存档于2021-03-01）.
- .   [2020-05-07]. （原始内容存档于2021-04-10）.
- .   [2015-04-10]. （原始内容存档于2021-03-16）.
  - lilith_soft的X（前Twitter）（ブランド公式）
- .   [2017-10-16]. （原始内容存档于2021-03-16）.
- 鋼鉄の魔女アンネローゼ　LILITH｜リリス （页面存档备份，存于）（『決戦アリーナ』クロスオーバー作品）
- 陰陽騎士トワコ〜蛇神の淫魔調教〜　LILITH｜リリス （页面存档备份，存于）（同上）
- 対魔聖甲アリス　LILITH｜リリス （页面存档备份，存于）（同上）
- 魔法少女フェアリーナイツ　LILITH｜リリス （页面存档备份，存于）（同上）
- 鋼殻のアイ〜潜在意識へのメス豚刻印〜　LILITH｜リリス （页面存档备份，存于）（同上）
- MISAO〜淫辱忍法伝〜　LILITH｜リリス （页面存档备份，存于）（同上）
- カーラ The Blood Lord 　LILITH｜リリス （页面存档备份，存于）（同上）
- 特務捜査官レイ＆風子〜受精街の家畜調教〜　LILITH｜リリス （页面存档备份，存于）（同上）
- Tentacle and Witches テンタクル アンド ウィッチーズ　LILITH｜リリス （页面存档备份，存于）（同上）
- 堕ちる人妻　LILITH｜リリス （页面存档备份，存于）（同上）
- 輪姦倶楽部　LILITH｜リリス （页面存档备份，存于）（同上）
- 対魔忍アサギ DVD-BOX　ＰＩＸＹ｜ピクシー （页面存档备份，存于）
- 魔界騎士イングリッド DVD-BOX　ＰＩＸＹ｜ピクシー （页面存档备份，存于）
- .   [2015-10-12]. （原始内容存档于2016-03-18）.
- .   [2014-12-18]. （原始内容存档于2019-03-10）.（蝦沼ミナミ『小説版アサギ・アサギ2・アサギ3』）
- .   [2014-12-18]. （原始内容存档于2016-03-04）.
- .   [2015-03-06]. （原始内容存档于2021-03-01）.（『漫画・あまぎ版アサギ&ムラサキ』）
- .   [2014-12-18]. （原始内容存档于2021-03-07）.
- .   [2014-12-18]. （原始内容存档于2021-02-25）.
- KTC - KILL TIME COMMUNICATION - メガミクライシス・闘神艶戯 （页面存档备份，存于）（『対魔忍は淫獄に沈む』）
- .   [2015-06-13]. （原始内容存档于2021-03-07）.（『漫画・高浜版アサギ3』）
- コミックテックジャイアン （页面存档备份，存于）（『炎美・火生変』）
  - . TG Smart. 2015-01-25  [2015-03-24]. （原始内容存档于2018-04-20）.
- アタッカーズ　対魔忍アサギ　 作品集特設ページ （页面存档备份，存于）
- .   [2015-10-12]. （原始内容存档于2021-01-23）.
- ZIZ｜ジズ 実写版 対魔忍ムラサキ 上原亜衣 有村千佳 桜井あゆ （页面存档备份，存于）